# Friedrich (Hohenzollern-Hechingen)

Friedrich Fürst von
Hohenzollern-Hechingen

Friedrich Fürst von
Hohenzollern-Hechingen, nach einem Kupferstich von Karl Ermer

Friedrich Hermann Otto (* 22. Juli 1776 in Namur; † 13. September 1838 auf Schloss Lindich bei Hechingen) war der vorletzte Fürst von Hohenzollern-Hechingen. Als Offizier Napoleons zog er sich auf dem Russlandfeldzug schwere Verwundungen zu. Er förderte den Schwäbischen Dichterkreis und prägte sein Fürstentum durch grundlegende Reformen.

## Herkunft und Ausbildung

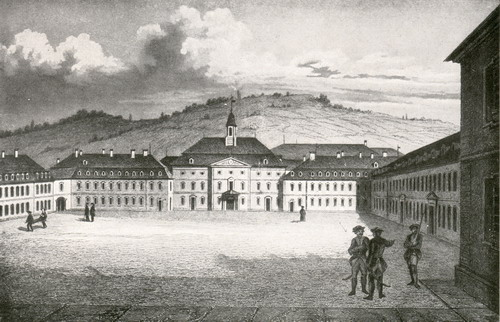
Hohe Karlsschule in Stuttgart

Friedrichs Vater war Hermann Maria Friedrich Otto Fürst zu Hohenzollern-Hechingen (1751–1810). Seine Mutter war Maximilienne Albertine Jeanne Princesse de Gavre d'Aysseau (1753–1778), aus dem niederländischen fürstlichen Geschlecht Gavre d'Aysseau, das zum ältesten Adel des Landes Brabant gezählt wurde.
Der Erbprinz wurde in der Kathedrale von Namur im heutigen Belgien getauft. 1790 schickte man ihn zur Ausbildung auf die angesehene Hohe Karlsschule nach Stuttgart, die wegen ihres militärischen Drills berüchtigt war. Friedrich Schiller hatte dort einige Zeit vor Friedrich ebenfalls seine Schulzeit verbracht. Nach dem Studium an mehreren deutschen Universitäten hospitierte Friedrich in Wien beim Reichshofrat.

## Diplomatenkarriere und Heirat
Für das Fürstentum führte Erbprinz Friedrich bereits in jungen Jahren zahlreiche schwierige diplomatische Verhandlungen. So erreichte er 1800 beim römisch-deutschen Kaiser in Wien, dass die Reichsfürstenwürde auch schon dem jeweiligen Erbprinzen und seinen Nachkommen zustehen sollte. Und trotz der engen Verbindungen zum Hause Habsburg erreichte er in Verhandlungen mit Frankreich, dass das Fürstentum von hohen Kontributionsleistungen befreit wurde.
Am 26. April 1800 heiratete Friedrich in Prag die wohlhabende Luise Pauline Maria Biron Prinzessin von Schlesien-Sagan (1782–1845). Aus der Ehe ging ein Kind hervor: Friedrich Wilhelm Konstantin (1801–1869). Mit seiner Frau lebte er dann etwa ein Jahr im Palais Kurland in Berlin, Unter den Linden.

## Der Offizier Napoleons

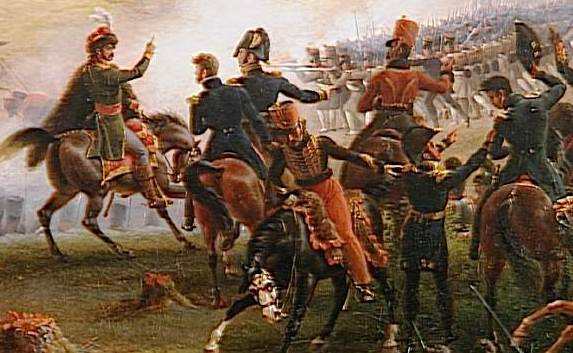
Russlandfeldzug vor Moskau

1801 schickte ihn sein Vater nach Paris, um Ersatz für die verlorenen Besitzungen in den Niederlanden auszuhandeln. Seine angeheiratete Verwandte, die Fürstin Amalie von Hohenzollern-Sigmaringen, machte ihn mit dem damaligen Konsul Napoléon Bonaparte, mit dessen Gemahlin Joséphine de Beauharnais und mit dem französischen Außenminister Talleyrand bekannt. Beim Reichsdeputationshauptschluss 1803 erhielt das Fürstentum dann tatsächlich als Ersatz für die in den Revolutionskriegen verlorenen Besitzungen die Klöster Stetten, St. Luzen und Rangendingen sowie die Herrschaft Hirschlatt.
1805 trennte sich seine Gattin Pauline von ihm, ohne dass es jedoch zu einer Scheidung kam. Sie hatte die außereheliche Tochter Marie Wilson zur Welt gebracht; der Vater des Mädchens war Louis Victor Mériadec de Rohan (1766–1846), der Gatte ihrer Schwester Wilhelmine von Sagan. Der gemeinsame Sohn, Erbprinz Konstantin, wurde Pauline entzogen und von einer Kinderfrau betreut.
Nach dem Beitritt des Fürstentums zum Rheinbund 1806 kämpfte Friedrich als Offizier für Napoleon. Zunächst war er Adjutant von Napoleons Bruder Jérôme Bonaparte. 1806 eroberte er die Festung Glogau, später auch die Heimatstadt seiner Gattin Sagan. Sein Vater Fürst Hermann ordnete Dankfeiern „für die Fortschritte der napoleonischen Waffen“ an. 1809 wurde Friedrich der Adjutant des Königs von Neapel Joachim Murat, der mit Napoleons Schwester Caroline Bonaparte verheiratet war. Auf dem Russlandfeldzug zog er sich schwere Verwundungen zu, von denen er sich nie wieder ganz erholte.

## Der kriegsversehrte Fürst

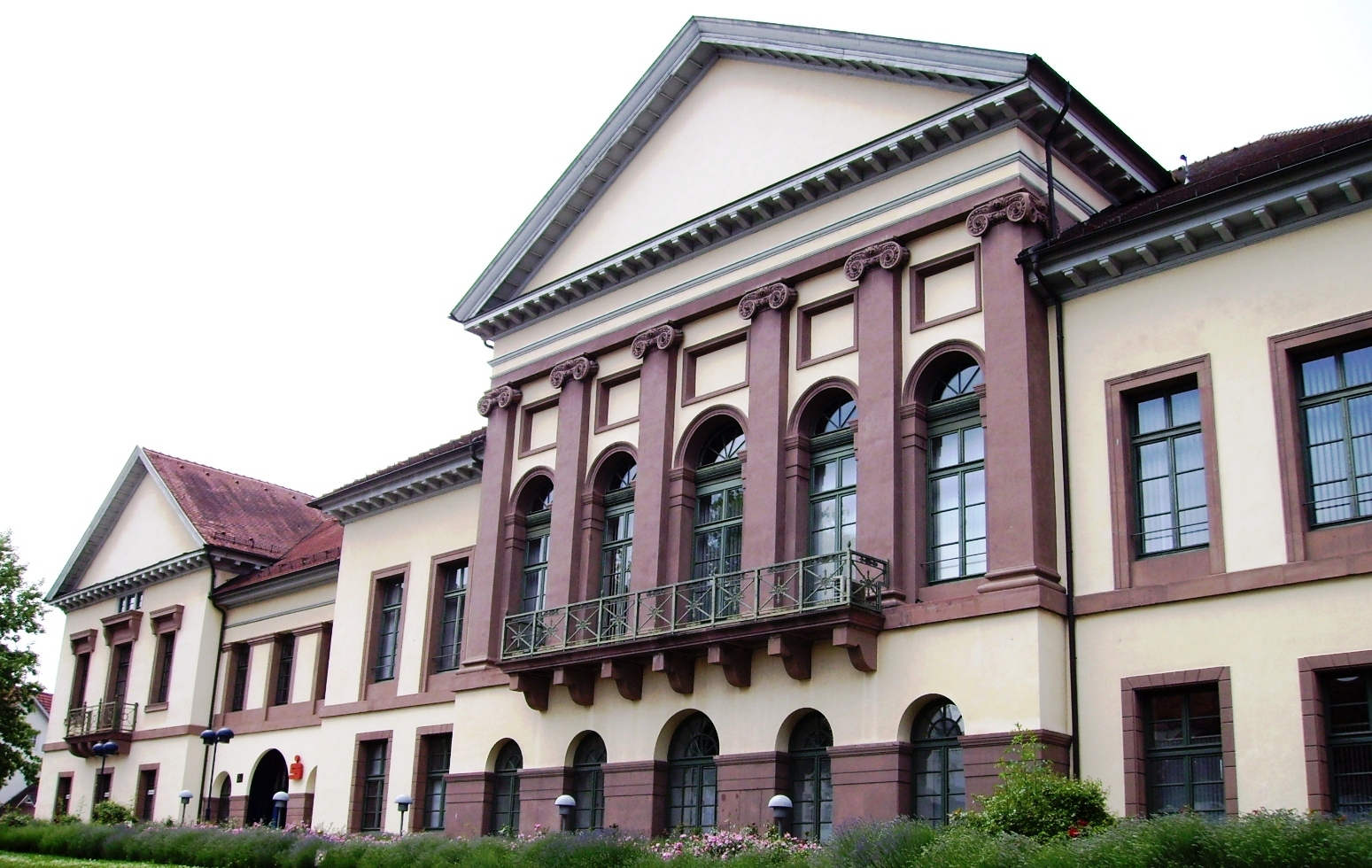
Das Neue Schloss in Hechingen

Nach dem Tod seines Vaters wurde Friedrich im Jahre 1810 zum Fürsten von Hohenzollern-Hechingen. Gerade noch rechtzeitig konnte er sich nach der Völkerschlacht bei Leipzig vom Rheinbund lossagen und auf die Seite der Alliierten wechseln. Auf dem Wiener Kongress 1815 stand das Fürstentum damit auf der Siegerseite und erhielt von Frankreich Reparationszahlungen, die der Fürst zum Bau des Neuen Schlosses in Hechingen verwendete. Hohenzollern-Hechingen trat dem Deutschen Bund bei und wurde von Fürst Friedrich trotz der hohen Schulden umsichtig verwaltet, wobei sein Sohn Konstantin wegen des schlechten Gesundheitszustands des Vaters schon zu dessen Lebzeiten in die Regierungsgeschäfte hinein wachsen musste.
Am 16. Juli 1819 traf sich Fürst Friedrich mit dem späteren preußischen König Friedrich Wilhelm IV. auf der Burgruine Hohenzollern. In einem Brief vom 17. März 1820 sprach er die Bitte aus, Friedrich Wilhelm IV. möge mit seinem Vater, dem amtierenden König Friedrich Wilhelm III., über den Wiederaufbau der Burg reden. Zunächst wurde allerdings nur eine romantische Ruine hergerichtet. Friedrich Wilhelm IV. realisierte den Gedanken eines vollständigen Wiederaufbaus dann erst selbst zwei Jahrzehnte später.
Der Fürst litt unter seiner Kriegsbeschädigung und der unglücklichen Ehe mit Pauline, die nur noch auf dem Papier bestand. In einem Brief aus dem Jahr 1825 an Prinz Karl von Hohenzollern-Sigmaringen klagte er: „Ja mein Freund ich leide viel, sehr viel sowohl an dem immer mehr dahinsinkenden Körper, als an einem gänzlich zerrissenen Gemüth - doch wie gesagt, stille, stille davon.“ Gelegentlich ging er nach Baden bei Wien zur Kur.

## Mäzen und Reformer

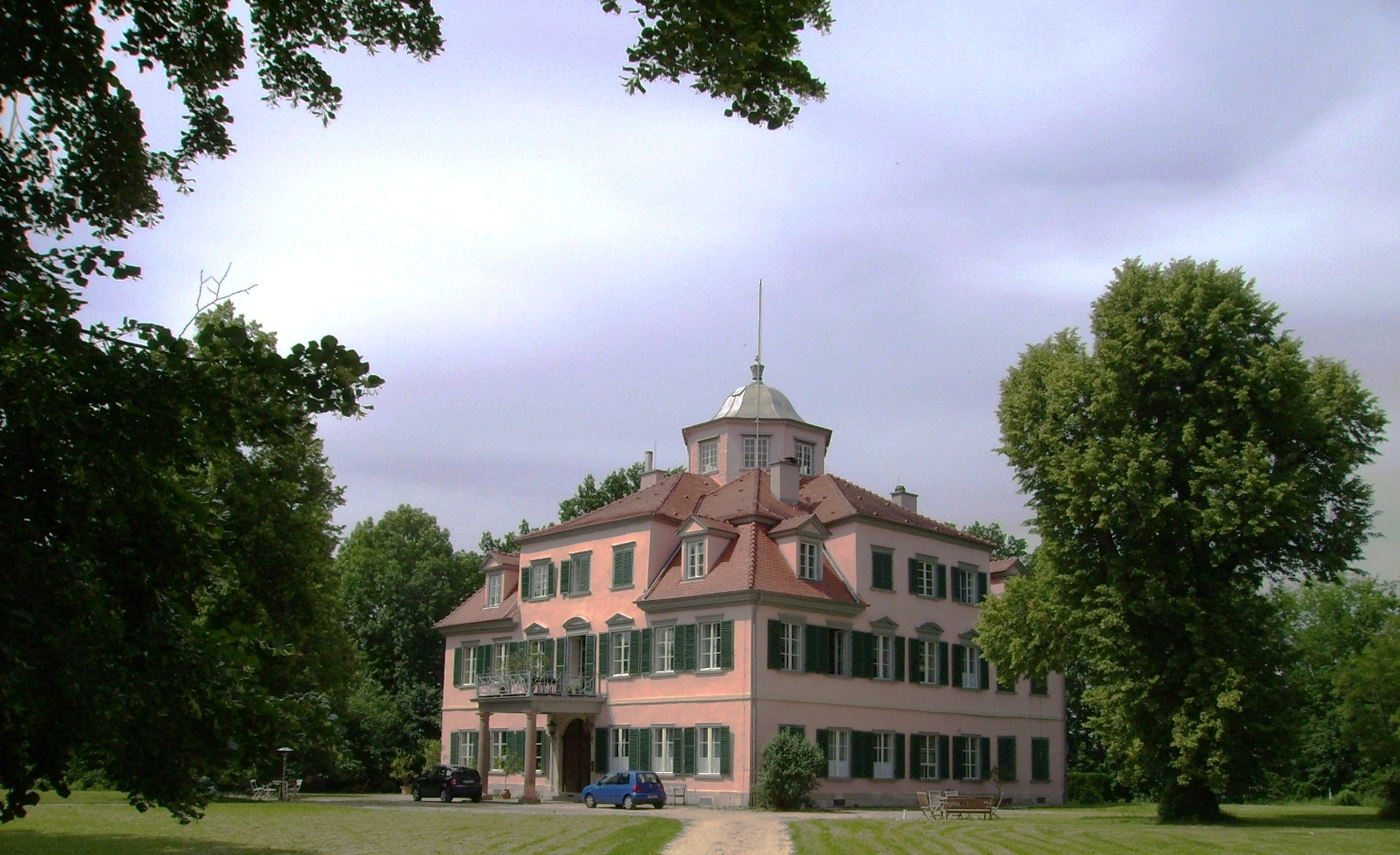
Schloss Lindich bei Hechingen

Am 22. Mai 1826 vermählte sich sein Sohn Konstantin mit der warmherzigen und religiösen Eugénie de Beauharnais. Der alte Fürst residierte in den Sommermonaten im vor der Stadt gelegenen Schloss Lindich, wo er die bekannten Mitglieder des schwäbischen Dichterkreises wie Ludwig Uhland oder Justinus Kerner einlud. Da das Neue Schloss wegen Geldmangels nicht fertiggestellt werden konnte, verbrachte er die Wintermonate in dem gegenüber liegenden alten Kanzleigebäude, das auch als Altes Schloss bezeichnet wird. Erbprinz Konstantin und Schwiegertochter Eugénie bezogen die Villa Eugenia.
1833 erließ Fürst Friedrich eine Allgemeine Schulordnung. 1835 gewährte die neue Stadtverordnung den Gemeinden des Fürstentums ein Selbstverwaltungsrecht. Stadtamtmann und Stadtschreiber wurden vom Fürsten ernannt, dafür wurden Bürgermeister und Stadträte gewählt und aus ihrer Mitte der Stadtrechner, der Steuereintreiber und der Stadtbaumeister bestimmt. Etwas später regelte ein neues Wahlgesetz die Landesdeputation, die erste Volksvertretung im Fürstentum.
Zeitgenossen galt Friedrich als „höchst einfach in seiner ganzen Lebensweise, von ausgezeichneter Humanität und hoher wissenschaftlicher Bildung“. Gesundheitlich ging es dem Fürsten in den letzten Lebensjahren immer schlechter. Eugénie pflegte ihren Schwiegervater liebevoll bis zu seinem Tode am 13. September 1838. Im Alter von 62 Jahren starb er im Alten Schloss (alte Kanzlei bzw. Prinzessinnenpalais), dem heutigen Hohenzollerischen Landesmuseum.

## Ehrungen
- 1818 Großkreuz des Ordens der Württembergischen Krone[5]
- 24. Januar 1832 Ritter des Schwarzen Adlerordens[6]